# Strepsichlora nubifera
Strepsichlora nubifera là một loài bướm đêm trong họ Geometridae.